# Vermetus adansonii
Vermetus adansonii Daudin, 1800 è una specie di molluschi gasteropodi della sottoclasse Caenogastropoda. È la specie tipo del genere Vermetus.

## Descrizione
Le caratteristiche della specie sono quelle tipiche del genere: avvolgimento irregolare con guscio per lo più ben attaccato; assenza di cicatrici del tubo di alimentazione; colore marrone; opercolo piccolo, grende meno della metà del diametro dell'apertura costituito da un disco concavo con una lamina a spirale di uno o due giri; guscio nepionico formato da due spirali subglobulari.
Il V. adansonii ha avuto una storia tassonomica piuttosto travagliata, risolta solo in tempi relativamente recenti (1961) dalla studiosa americana Myra Keen. Il problema fu dovuto al fatto che Daudin, a cui si deve la prima definizione, elencò erroneamente la Serpula lumbricalis di Linneo nella sinonimia di "Le Vermet" (nome con cui Adanson indicò per primo il V. adansonii nella sua opera), per cui alcuni successivi autori confusero Vermetus di Daudin con Vermicularia Lamarck (un genere di Turritellidae). Keen sostenne nella sua opera citata che, Daudin essendo "Le Vermet" l'unica specie così chiamata da Adanson, si possa interpretare l'affermazione di Daudin, "Vermet d'Adanson come Vermetus adansonii", fissando quindi la specie tipo di Vermetus per "tautonimia assoluta" secondo l'attuale definizione di quel termine nel Codice internazionale di nomenclatura zoologica.
Il materiale originario di Vermetus adansonii andò perso ed è stato ritrovato solo nel 1942 ad opera dello studioso francese Édouard Fischer-Piette.
La specie tipo è originaria delle coste dell'Africa Occidentale ed in particolare del Senegal.